# Namibornis herero
El papamoscas herero (Namibornis herero) es una especie de ave paseriforme de la familia Muscicapidae endémica del suroeste de África. Es la única especie del género Namibornis.

## Distribución y hábitat
Se encuentra únicamente en Angola y Namibia. Su hábitat natural son las zonas de matrorral tropical seco.